# Will Weber
Will Weber (* 28. Oktober 1988 in Gaylord, Michigan) ist ein US-amerikanisch-deutscher Eishockeyspieler, der seit September 2020 bei den Schwenninger Wild Wings aus der Deutschen Eishockey Liga (DEL) unter Vertrag steht und dort auf der Position des Verteidigers spielt.

## Karriere
Webers aus Kanada stammender Vater spielte Eishockey an der Cornell University in den Vereinigten Staaten. Zwischen 2008 und 2012 studierte und spielte Weber an der Miami University im US-Bundesstaat Ohio und stieg dort zum Mannschaftskapitän auf. Im April 2012 gab der Verteidiger in der American Hockey League (AHL) im Trikot der Springfield Falcons seinen Einstand als Profi. Während der Saison 2012/13 sammelte Weber teils auch Spielerfahrung bei den Evansville IceMen in der ECHL, stand aber bis zum Ende der Saison 2014/15 mehrheitlich für die Springfield Falcons auf dem Eis. In der Saison 2015/16 bestritt er zwei AHL-Partien für San Antonio Rampage, anschließend war Weber Stammkraft bei den Fort Wayne Komets in der ECHL.
Zur Spielzeit 2017/18 wagte der US-Amerikaner den Sprung nach Deutschland und wurde während der Sommerpause 2017 von den Eispiraten Crimmitschau aus der DEL2 unter Vertrag genommen. Nach einem Jahr in Crimmitschau wechselte er in die Deutsche Eishockey Liga (DEL), Ende Mai 2018 wurde er von den Fischtown Pinguins Bremerhaven als Neuzugang verkündet. Im September 2020 wechselte er innerhalb der Liga zu den Schwenninger Wild Wings.

## Erfolge und Auszeichnungen
- 2010 CCHA Best Defensive Defenseman
- 2011 Mason-Cup-Gewinn mit der Miami University
- 2011 CCHA All-Tournament Team

## Karrierestatistik
Stand: Ende der Saison 2024/25
(Legende zur Spielerstatistik: Sp oder GP = absolvierte Spiele; T oder G = erzielte Tore; V oder A = erzielte Assists; Pkt oder Pts = erzielte Scorerpunkte; SM oder PIM = erhaltene Strafminuten; +/− = Plus/Minus-Bilanz; PP = erzielte Überzahltore; SH = erzielte Unterzahltore; GW = erzielte Siegtore; 1 Play-downs/Relegation; Kursiv: Statistik nicht vollständig)